# Sammetsticka
Sammetsticka (Trametes pubescens) är en svampart som först beskrevs av Heinrich Christian Friedrich Schumacher, och fick sitt nu gällande namn av Albert Pilát 1939. Sammetsticka ingår i släktet Trametes och familjen Polyporaceae.  Arten är reproducerande i Sverige. Inga underarter finns listade i Catalogue of Life.
I den svenska databasen Dyntaxa används istället namnet Trametes velutina för samma taxon.  Arten är reproducerande i Sverige.